# Günther Viezenz
Günther Viezenz (ur. 1 lutego 1921 w Golińsku, zm. 14 stycznia 1999 w Kolonii) – niemiecki wojskowy, dowódca 10 Kompanii 7 pułku Grenadierów 252 Dywizji Piechoty, kapitan Wehrmachtu, pułkownik Bundeswehry.

## Życiorys
Urodził się 1 lutego 1921 w Göhlenau (teraz Golińsk) w Prowincji Dolny Śląsk.
Za zniszczenie 21 nieprzyjacielskich czołgów został odznaczony czterema złotymi i jedną srebrną Odznaką za Zniszczenie Czołgu.
Po wojnie służył w Bundeswehrze.

## Odznaczenia
- Krzyż Żelazny II Klasy (1939)[3]
- Krzyż Żelazny I Klasy (1939)[3]
- Krzyż Rycerski Krzyża Żelaznego (1 lipca 1944)[3]
- Złota Odznaka za Zniszczenie Czołgu (czterokrotnie)[3]
- Srebrna Odznaka za Zniszczenie Czołgu[3]
- Srebrna Odznaka Szturmowa Piechoty[3]